# Grabtown (Johnston County)
Grabtown ist eine nicht rechtsfähige Gemeinde im Johnston County in North Carolina (Vereinigte Staaten) und wird statistisch als Bestandteil der Technologieregion (Research Triangle) Raleigh-Durham geführt.
Grabtown liegt 9 Meilen (14 km) südöstlich von Smithfield auf einer Höhe von ca. 8 Metern.

## Bekannte Persönlichkeiten
- Ava Gardner (1922–1990), US-amerikanische Filmschauspielerin, die auf einer Tabakfarm in Grabtown geboren wurde[1]